# Pyrgos Athinon
Der Pyrgos Athinon (griechisch Πύργος Αθηνών) im Athener Stadtbezirk Ambelokipi besteht aus zwei Hochhäusern. Während Pyrgos Athinon 1 eine Höhe von 103 m aufweist, ist Pyrgos Athinon 2 mit 65 m deutlich niedriger. Bei seiner Fertigstellung 1971 war es das zweithöchste Gebäude auf dem Balkan. Bis heute ist es das höchste Gebäude Griechenlands.

## Lage
Der Pyrgos Athinon liegt im Athener Stadtbezirk Ambelokipi ca. 3 km nordöstlich des Stadtzentrums an der Leoforos Mesogion. In unmittelbarer Nähe befinden sich der Areopag, das Megaro Mousikis, das Apostolos-Nikolaidis-Stadion sowie der Stadtberg Athens Lykavittos.

## Geschichte
Allgemein ist in Athen der Bau von Landmarken oder auffälligen Solitärgebäuden nicht erlaubt, um die herausragende Stellung der Akropolis im Stadtbild nicht zu gefährden. Infolgedessen betrug bis 1968 die maximal zulässige Gesamthöhe von Gebäuden 35 m. 1985 wurde diese Obergrenze auf 27 m reduziert. Im zeitlichen Zwischenraum wurde von 1968 bis 1971 während der griechischen Militärdiktatur der Pyrgos Athinon errichtet. Mit seiner Fertigstellung löste er das 65 m hohe Hilton Hotel als bis dahin höchstes Gebäude Griechenlands ab.
Der Spatenstich erfolgte am 13. Juni 1968. Im darauf folgenden Jahr war der Rohbau fertiggestellt. 1971 waren schließlich sämtliche Arbeiten abgeschlossen und das Gebäude fertig errichtet.
1990 wurde auf dem Dach des Pyrgos Athinon 1 eine Antennenanlage errichtet.

## Konstruktion
Der Pyrgos Athinon ist ein in Skelettbauweise errichtetes Gebäude.
Die beiden Türme sind auf Höhe des ersten Obergeschosses durch einen Verbindungsbau miteinander verbunden. Die beiden 25- bzw. 12-geschossigen Türme ruhen auf drei Untergeschossen, in denen neben einer Tiefgarage Lager- und Technikräume untergebracht sind.

## Nutzer
Die beiden Türme werden von einer Reihe von Dienstleistungsunternehmen genutzt. Darunter z. B. die Alpha Bank sowie das Versicherungsunternehmen Interamerican. In den 1970er Jahren befand sich in den unteren Geschossen ein Einkaufszentrum, diese Flächen wurden später in Büros umgewandelt.